# NGC 5434B
NGC 5434B is een spiraalvormig sterrenstelsel in het sterrenbeeld Ossenhoeder. Het hemelobject werd op 25 april 1883 ontdekt door de Duitse astronoom Ernst Wilhelm Leberecht Tempel.

## Synoniemen
- UGC 8967
- MCG 2-36-24
- ZWG 74.70
- KCPG 410B
- IRAS 14009+0942
- PGC 50087